# Nicole Londeix
Pour les articles homonymes, voir Londeix.
Nicole Londeix est une directrice de salle de spectacles et productrice française.

## Biographie
Née dans la Creuse, Nicole Mingasson monte à Paris à l'âge de 14 ans. Découvrant des caves inutilisées dans le quartier, elle obtient des propriétaires l'accord de les aménager en lieu de spectacle. L'architecte leur présente des comédiens de Café-théâtre à la recherche d'un endroit où jouer.
C'est ainsi que naît, en 1982, le Sentier des Halles, petite salle d'une centaine de places.
Le lieu devient une salle de chanson le jour où Jean-Louis Foulquier vient y enregistrer son émission Pollen. Dès 1985, le lieu accueille alors des débutants qui deviendront célèbres : Maurane, le groupe Têtes Raides, Arthur H, Mano Solo, La Tordue...etc.
En 1995, Nicole Mingasson découvre Lynda Lemay au Québec et la programme dans sa salle.
En 2001, elle produit le spectacle Lio chante Prévert.
En 2008, l'Olympia se porte acquéreur du Sentier des Halles.